# Lilian Harvey
Lilian Harvey (19 de enero de 1906 – 27 de julio de 1968) fue una actriz y cantante alemana, aunque nacida en el Reino Unido. 

## Biografía
Su verdadero nombre era Lilian Helen Muriel Pape, y nació en Crouchn End, Homsey, Middlesex, Inglaterra. Su madre era inglesa, y su padre un hombre de negocios alemán. En el inicio de la Primera Guerra Mundial residían en Magdeburgo y fueron incapaces de volver a Inglaterra, por lo que Harvey fue enviada a Soleura, en Suiza, a vivir con una tía.
Tras finalizar su graduación en 1923, empezó su carrera acudiendo a la escuela de danza y declamación de la Staatsoper Unter den Linden.
En 1924, Lilian Harvey recibió su primer papel, el de la joven judía "Ruth" en el film Der Fluch, dirigido por Robert Land. Posteriormente participó en muchos títulos del cine mudo. En 1925 fue escogida para interpretar su primer papel principal en el film Leidenschaft. 
Gracias a sus estudios de canto, Harvey fue capaz de seguir con una exitosa carrera interpretativa al iniciarse el cine sonoro en los primeros años de la década de 1930. Su primer título con Willy Fritsch fue Die keusche Susanne (La Casta Susana) en 1926. Harvey y Fritsch se convirtieron en la "pareja de ensueño" del cine alemán de los primeros años treinta con la romántica historia de amor Liebeswalzer. Trabajaron juntos en un total de 11 películas, y la prensa bautizó a Harvey como la "chica más dulce del mundo". 
En 1931 Harvey protagonizó el film Der Kongreß tanzt, y su canción "Das gibt's nur einmal" se hizo célebre. Sus películas posteriores se rodaron en versiones inglesas y francesas, por lo que Harvey se hizo conocida fuera de Alemania. Fue invitada a Hollywood y rodó cuatro películas para 20th Century Fox, pero no tuvieron tanto éxito como sus títulos alemanes. Finalmente abandonó el rodaje de un musical de la Fox, George White's 1935 Scandals. Su salida hizo que los ejecutivos la sustituyeran por Alice Faye, actriz que consiguió la fama gracias al papel.

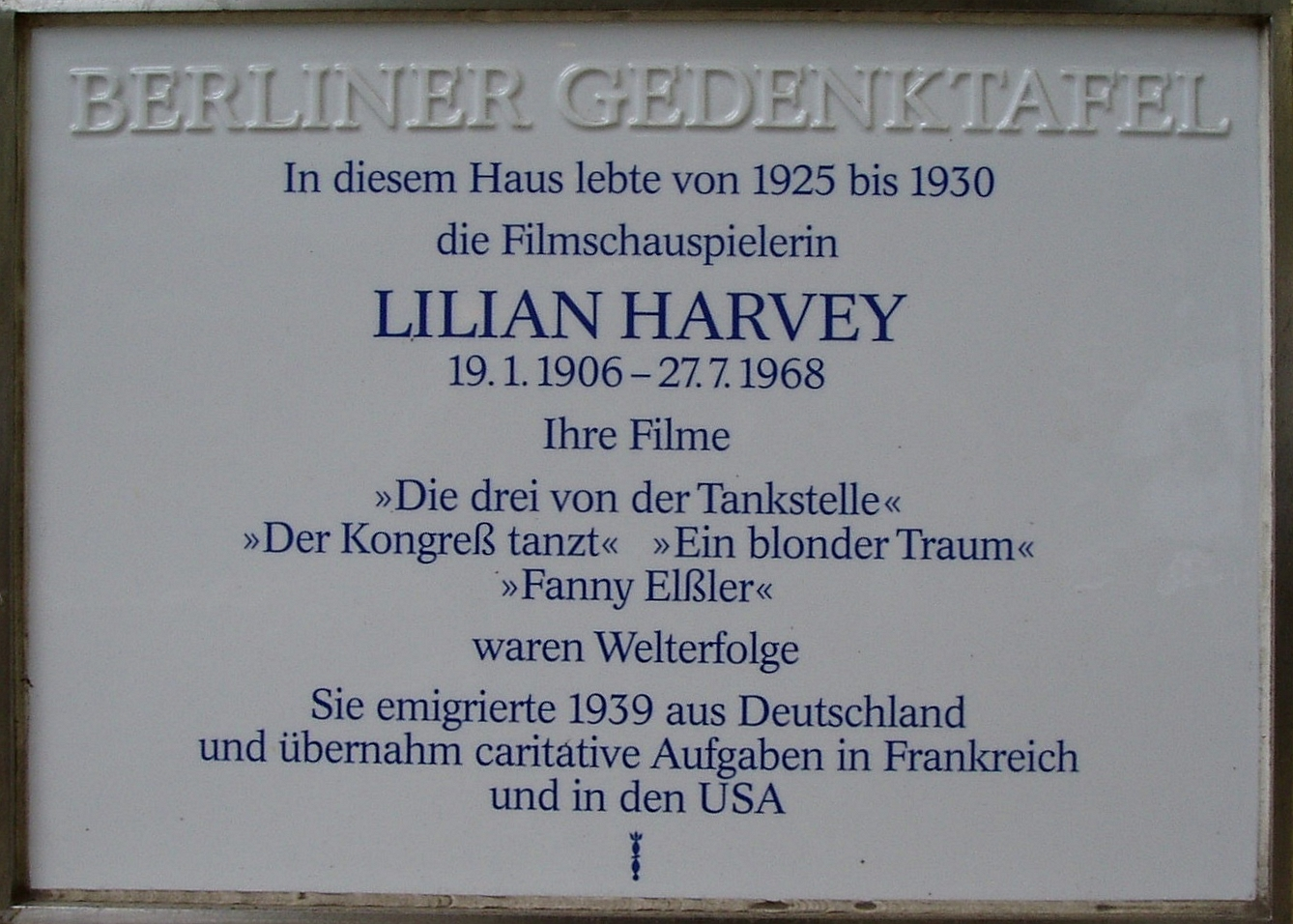
Esquela sobre Lilian Harvey.

En 1935 Lilian Harvey volvió a Alemania. Debido a que todavía tenía contacto con sus colegas judíos, estuvo vigilada por la Gestapo. No obstante, hasta 1939 hizo algunas películas de éxito para el estudio Universum Film AG, entre ellas Glückskinder (1936), Sieben Ohrfeigen, Fanny Eisler (1937), Capriccio y Frau am Steuer (1939).
Harvey fue una gran estrella y un gran ídolo a seguir
Harvey ayudó al coreógrafo Jens Keith a escapar a Suiza, motivo por el cual fue interrogada por la Gestapo. Posteriormente decidió abandonar Alemania, razón por la cual perdió su fortuna inmobiliaria, que fue confiscada por los Nazis. Se asentó en Juan-les-Pins, en Francia. Allí rodó dos películas en 1940 - Serenade y Miquette. Tras la ocupación del sur de Francia decidió emigrar nuevamente a Hollywood. Debido a que actuaba para las tropas francesas, el régimen Nazi le retiró en 1943 su ciudadanía alemana.
Tras finalizar la Segunda Guerra Mundial, Harvey se desplazó a París. En los años siguientes viajó como cantante por Escandinavia y Egipto. En 1949 volvió a Alemania y trabajó en el teatro. Entre 1953 y 1957 estuvo casada con el agente teatral danés Hartvig Valeur-Larsen. 
Lilian Harvey falleció a causa de ictericia el 27 de julio de 1968 en Juan-les-Pins, Francia. Fue enterrada en el Cementerio Robiac de Antibes.

## Filmografía
- 1924 - Der Fluch -
- 1924 - Die Motorbraut -  Doble de Lee Perry en Suiza
- 1925 - Leidenschaft - Die Liebschaften der Hella von Gilsa
- 1925 - Der Fluch - Ruth
- 1925 - Liebe und Trompetenblasen – Condesa Maria Charlotte
- 1925 - Die Kleine vom Bummel - Die 'Kleine'
- 1926 - Prinzessin Trulala - Prinzessin Trulala
- 1926 - Die keusche Susanne - Jacqueline
- 1926 - Vater werden ist nicht schwer - Harriet
- 1927 - Die tolle Lola - Tänzerin Tilly Schneider, también Lola Cornero
- 1927 - Eheferien - Hella
- 1927 - Du sollst nicht stehlen -
- 1928 - Eine Nacht in London - Aline Morland
- 1928 - Ihr dunkler Punkt - Lilian von Trucks/Yvette
- 1929 - Rund um die Liebe -
- 1929 - Adieu Mascotte - Mascotte
- 1929 - Wenn Du einmal Dein Herz verschenkst -
- 1930 - Liebeswalzer [MLV] - Princesa Eva
- 1930 - The Love Waltz [MLV] - Princesa Eva
- 1930 - Hokuspokus [MLV] - Kitty Kellermann
- 1930 - The Temporary Widow [MLV] - Princesa Eva
- 1930 - Die Drei von der Tankstelle [MLV] - Lilian Cossmann
- 1930 - Le chemin du paradis [MLV] - Liliane Bourcart
- 1930 - Einbrecher [MLV] - Reneé
- 1931 - Princesse! à vos ordres! [MLV] - La princesa Marie-Christine
- 1931 - Nie wieder Liebe [MLV] - Gladys O'Halloran
- 1931 - Calais-Douvres [MLV] - Gladys O'Halloran
- 1931 - Der Kongreß tanzt [MLV] - Christel Weinzinger, vendedora de guantes
- 1931 - Le Congrès s'amuse [MLV] - Christine "Christel" Weizinger
- 1932 - Zwei Herzen und ein Schlag [MLV] - Jenny
- 1931 - La fille et le garçon [MLV] - Jenny Berger/Ria bella
- 1932 - Quick - German [MLV] - Eva
- 1932 - Quick - French [MLV] - Christine Dawson
- 1932 - Ein blonder Traum [MLV] - Jou-Jou
- 1932 - Un rêve blond [MLV] - Joujou
- 1932 - Happy Ever After [MLV] - Jou-Jou
- 1933 - Ich und die Kaiserin [MLV] - Juliette
- 1933 - Moi et l'Impératrice [MLV] - Juliette
- 1933 - My Lips Betray - Lili Wieler
- 1933 - My Weakness - Looloo Blake
- 1933 - I Am Suzanne - Suzanne
- 1934 - The Only Girl [MLV] - Juliette
- 1935 - Let's Live Tonight - Kay Routledge aka Carlotta
- 1935 - Invitation to the Waltz - Jenny Peachey
- 1935 - Schwarze Rosen [MLV] - Tania Fedorovna
- 1935 - Roses noires [MLV] - Tatiana
- 1935 - Black Roses - Tania Fedorovna
- 1936 - Glückskinder [MLV] - Ann Garden y sobrina de Jackson
- 1936 - Les gais lurons [MLV] - Ann Garden
- 1937 - Sieben Ohrfeigen - Daisy Terbanks – Hija de Astor
- 1937 - Fanny Elßler - Fanny Elßler
- 1938 - Capriccio – Madelone, también Don Juan
- 1939 - Castelli in aria [MLV] - Annie Wagner detta 'Mimì'
- 1939 - Frau am Steuer - Maria Kelemen
- 1940 - Sérénade - Margaret Brenton
- 1940 - Miquette - Miquette Grandier